# بنبله المناره
بنبله المناره یک منطقهٔ مسکونی در تونس است که در استان منستیر واقع شده‌است. بنبله المناره ۱۶٬۰۷۸ نفر جمعیت دارد.